# Амељо (Казерта)
Амељо је насеље у Италији у округу Казерта, региону Кампанија.
Према процени из 2011. у насељу је живело 310 становника. Насеље се налази на надморској висини од 287 м.